# Атнинский район
Атни́нский райо́н (тат. Әтнә районы) — административно-территориальная единица и муниципальное образование (муниципальный район) в составе Республики Татарстан Российской Федерации. Находится на северо-западе республики. Территория района включает 47 населённых пунктов, которые объединены в 12 сельских поселений. По состоянию на начало 2020 года численность населения составляет 12 883 человек. Административный центр — село Большая Атня, основанное в период Казанского ханства.

## География
Площадь района составляет 681,4 км². Граничит с Арским и Высокогорским районами Татарстана и Республикой Марий Эл (Моркинский район). Рельеф представляет собой всхолмлённую равнину с преобладающими высотами 160—180 метров. Самая высокая точка — 224 метра, расположена на северо-западе водораздела рек Илеть-Ашит; наименьшая — на западной границе района, в пойме Ашит — 92 метра. Леса занимают 3,9 % районной площади. Крупнейшая река — Ашит, исток расположен в Арском районе, устье — на территории Республики Марий Эл. Наиболее крупные притоки — Уртемка (16 км), Шаши (15 км), Ура (13 км).
К охраняемым природным территориям относится природный комплексный заказник «Ашит», который занимает 2,7 тысяч га — 4 % от общей территории района. Здесь встречаются лоси, кабаны, лисы, барсуки, зайцы беляк и русак, американские норки, хорьки и ондатры, а также более 200 видов птиц.

## Герб и флаг
|  | В лазоревом (синем, голубом) поле зелёный цветок тюльпана, тонко окаймленный золотом; поверх всего продольно разделенное злато-серебряное гусиное перо, положенное в левую выгнутую перевязь и упирающееся острым концом внутрь каймыОписание герба |

Герб и флаг утверждёны решением Атнинского районного Совета от 3 марта 2006 года. Разработкой занимались Геральдический совет при президенте Республики Татарстан совместно с Союзом геральдистов России. Атнинский район — один из центров татарской культуры, в большей степени сохранивший народные традиции и обряды. Тюльпан, как один из основных национальных орнаментов Татарстана, отражает верность жителей традициям своего народа, и желание сохранять и поддерживать местную культуру. Перо является символом древней истории, культуры, и богатой духовности. В Атнинском районе родились и выросли многие выдающиеся поэты и просветители, например учёный и духовный деятель Шигабутдин Марджани, а также татарский поэт Габдулла Тукай, и другие. Аграрную направленность района передаёт половина пера золотого цвета, оформленная в виде колоса. Голубой цвет указывает на честь, благородство и духовность; зелёный — на богатую природу, здоровье и жизненный рост; серебряный — на совершенство, мир и взаимопонимание; золотой — на стабильность, уважение и интеллект. Флаг Атнинского района разработан на основе герба. Представляет собой прямоугольное полотно голубого цвета с отношением ширины к длине 2:3, в центре которого изображён зелёный тюльпан и бело-золотое перо.

## История
Многие деревни района известны со времён Волжской Булгарии, Золотой Орды и Казанского ханства. Так, на территории Кубянского сельского поселения расположено Айшиязское городище Кала-тау (Город на горе) — памятник археологии регионального значения, приблизительно IV—XV веков нашей эры. Город-крепость существовал во времена Булгарского государства и являлся крупным торговым центром. Его упоминание также встречается в народном эпосе «Идегей». О древней истории района говорят и эпитафийные памятники XIV, XVI—XVIII веков на мусульманских татарских кладбищах. На некоторых надгробиях тексты выполнены арабско-татарской рельефной надписью периода первой половины XVI века.
Территория района до 1920 года входила в Казанский и Царевококшайский уезды, а с 1920 по 1930 год — в Арский кантон Татарской АССР. Район был образован 10 августа 1930 года как Тукаевский. В его состав вошли: Атнинская волость полностью, большая часть Кулле-Киминской и Мамсинской волостей, селений Кошлауш, Старая Юльба, Большая Серда, Сунгурово, Епанчино Тукаевской волости, селений Новый Кишит, Старый Кишит, Бахтияр, Новый Менгер, Старый Тазлар, Мокша, Большой Менгер, Тарлово, Мендюш, Кошары, Наянгуш, Семитбаш, Ашитбаш, Старый и Новый Узюм Ново-Кишитской волости.  25 марта 1938 район года переименован в Атнинский. 12 октября 1959 года его упразднили с передачей территории в состав Тукаевского района (бывший Кзыл-Юлский район), а восстановили 25 октября 1990 года восстановлен.
С октября 2005 года главой Атнинского муниципального района является Хакимов Габдулахат Гилумханович.

## Население

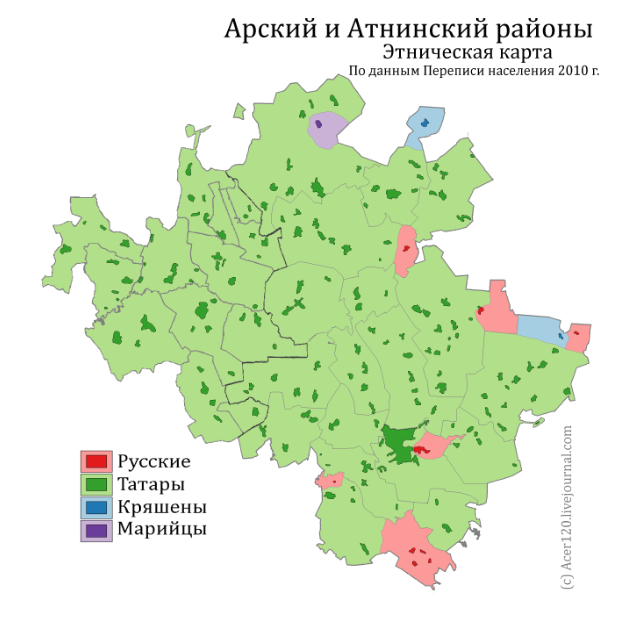
Этническая карта Арского и Атнинского районов

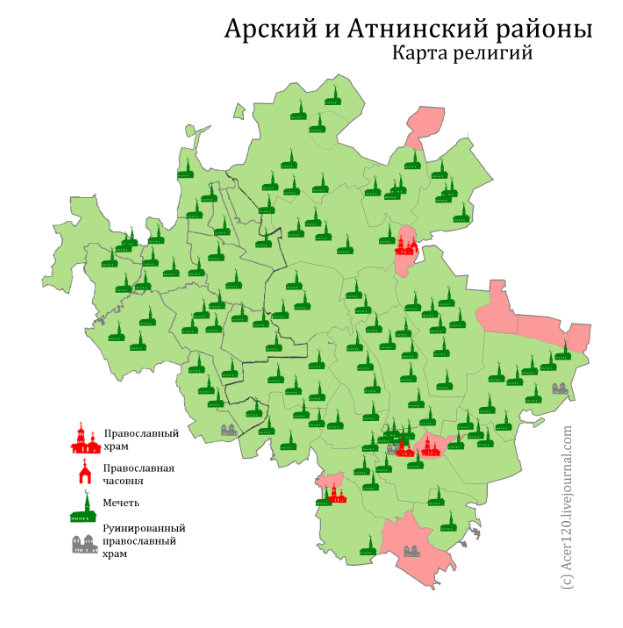
Религиозная карта Арского и Атнинского районов

Согласно итогам Всероссийской переписи населения 2020 года (из числа указавших национальность), татары составляют 96,8 % населения района, русские — 1,5 %.
| 2002    | 2003    | 2004    | 2005    | 2006    | 2007    | 2008    |
| ------- | ------- | ------- | ------- | ------- | ------- | ------- |
| 14 411  | ↗14 600 | ↘14 400 | ↘13 908 | ↘13 875 | ↘13 778 | ↘13 764 |
| 2009    | 2010    | 2011    | 2012    | 2013    | 2014    | 2015    |
| →13 764 | ↘13 650 | ↘13 624 | ↘13 477 | ↘13 417 | ↘13 307 | ↘13 287 |
| 2016    | 2017    | 2018    | 2019    | 2021    |         |         |
| ↘13 215 | ↘13 148 | ↘13 013 | ↘13 002 | ↘12 553 |         |         |

## Муниципально-территориальное устройство
В 2014 году в районе образован новый населённый пункт, вошедший в Большеатнинское сельское поселение, — деревня Новая Атня.
С 2014 года в Атнинском районе 47 населённых пунктов в составе 12 сельских поселений:
| №  | Сельские поселения                   | Админ. центр        | Количество населённых пунктов | Население | Площадь, км² |
| -- | ------------------------------------ | ------------------- | ----------------------------- | --------- | ------------ |
| 1  | Большеатнинское сельское поселение   | село Большая Атня   | 5                             | ↘3985     |              |
| 2  | Большеменгерское сельское поселение  | село Большой Менгер | 3                             | ↘1057     |              |
| 3  | Верхнесердинское сельское поселение  | село Верхняя Серда  | 1                             | ↗174      |              |
| 4  | Коморгузинское сельское поселение    | село Коморгузя      | 4                             | ↘482      |              |
| 5  | Кубянское сельское поселение         | село Кубян          | 6                             | ↘1334     |              |
| 6  | Кулле-Киминское сельское поселение   | село Кулле-Кими     | 4                             | ↘644      |              |
| 7  | Кунгерское сельское поселение        | село Кунгер         | 5                             | ↘1417     |              |
| 8  | Кшкловское сельское поселение        | село Кшклово        | 3                             | ↘479      |              |
| 9  | Нижнеберескинское сельское поселение | село Нижняя Береске | 3                             | ↘1442     |              |
| 10 | Нижнекуюкское сельское поселение     | село Нижний Куюк    | 5                             | ↘614      |              |
| 11 | Новошашинское сельское поселение     | село Новые Шаши     | 5                             | ↘779      |              |
| 12 | Узюмское сельское поселение          | село Таш-Чишма      | 3                             | ↘563      |              |

| №  | Населённый пункт | Тип     | Население | Муниципальное образование            |
| -- | ---------------- | ------- | --------- | ------------------------------------ |
| 1  | Айшияз           | деревня |           | Кубянское сельское поселение         |
| 2  | Атамыш           | село    |           | Нижнекуюкское сельское поселение     |
| 3  | Бахтаче          | деревня |           | Кулле-Киминское сельское поселение   |
| 4  | Бахтияр          | деревня |           | Большеменгерское сельское поселение  |
| 5  | Большая Атня     | село    | ↘3325     | Большеатнинское сельское поселение   |
| 6  | Большая Шухата   | деревня |           | Нижнеберескинское сельское поселение |
| 7  | Большие Берези   | село    |           | Нижнеберескинское сельское поселение |
| 8  | Большой Менгер   | село    |           | Большеменгерское сельское поселение  |
| 9  | Верхние Шаши     | деревня |           | Кунгерское сельское поселение        |
| 10 | Верхний Куюк     | село    |           | Нижнекуюкское сельское поселение     |
| 11 | Верхняя Серда    | село    | ↘171      | Верхнесердинское сельское поселение  |
| 12 | Дусюм            | деревня |           | Кубянское сельское поселение         |
| 13 | Епанчино         | село    |           | Коморгузинское сельское поселение    |
| 14 | Зильгильде       | деревня |           | Кубянское сельское поселение         |
| 15 | Ислейтар         | село    |           | Кулле-Киминское сельское поселение   |
| 16 | Каенсар          | село    |           | Кубянское сельское поселение         |
| 17 | Кзыл-Утар        | деревня |           | Кшкловское сельское поселение        |
| 18 | Ключи-Сап        | село    |           | Новошашинское сельское поселение     |
| 19 | Коморгузя        | село    |           | Коморгузинское сельское поселение    |
| 20 | Кошар            | село    |           | Кунгерское сельское поселение        |
| 21 | Кубян            | село    |           | Кубянское сельское поселение         |
| 22 | Кулле-Кими       | село    |           | Кулле-Киминское сельское поселение   |
| 23 | Кунгер           | село    |           | Кунгерское сельское поселение        |
| 24 | Кшклово          | село    |           | Кшкловское сельское поселение        |
| 25 | Малая Атня       | деревня |           | Большеатнинское сельское поселение   |
| 26 | Мамыш            | деревня |           | Новошашинское сельское поселение     |
| 27 | Марьян           | деревня |           | Коморгузинское сельское поселение    |
| 28 | Мендюш           | деревня |           | Кунгерское сельское поселение        |
| 29 | Мокша            | деревня |           | Узюмское сельское поселение          |
| 30 | Нижние Шаши      | деревня |           | Кунгерское сельское поселение        |
| 31 | Нижний Куюк      | село    |           | Нижнекуюкское сельское поселение     |
| 32 | Нижняя Береске   | село    |           | Нижнеберескинское сельское поселение |
| 33 | Новая Атня       | деревня |           | Большеатнинское сельское поселение   |
| 34 | Новая Береске    | деревня |           | Кулле-Киминское сельское поселение   |
| 35 | Новая Юльба      | деревня |           | Большеатнинское сельское поселение   |
| 36 | Новые Шаши       | село    |           | Новошашинское сельское поселение     |
| 37 | Новый Узюм       | деревня |           | Кшкловское сельское поселение        |
| 38 | Новый Шимбер     | деревня |           | Нижнекуюкское сельское поселение     |
| 39 | Нуртяк           | деревня |           | Кубянское сельское поселение         |
| 40 | Старый Менгер    | деревня |           | Большеменгерское сельское поселение  |
| 41 | Старый Узюм      | деревня |           | Узюмское сельское поселение          |
| 42 | Старый Шимбер    | деревня |           | Нижнекуюкское сельское поселение     |
| 43 | Старый Югуп      | деревня |           | Новошашинское сельское поселение     |
| 44 | Таш-Чишма        | село    |           | Узюмское сельское поселение          |
| 45 | Турукляр         | деревня |           | Коморгузинское сельское поселение    |
| 46 | Чембулат         | деревня |           | Новошашинское сельское поселение     |
| 47 | Шеканясь         | деревня |           | Большеатнинское сельское поселение   |

## Экономика

### Современное состояние
Основа экономики района — сельское хозяйство. Под сельское хозяйство выделено 53,4 тысяч га земли, из которых 46,7 тысяч га занимает пашня. В районе возделывают пшеницу, рожь, овёс, гречиху, ячмень, просо, подсолнечник, картофель, горох и рапс. Развито мясо-молочное скотоводство и овцеводство, а по динамике молочного производства Атнинский район на протяжении нескольких лет удерживает лидерские позиции. Так, в 2016 году, в районе производство молока на одну корову составляло 21,3 кг. В 2018-м надой молока вырос до 23,5 кг на корову, что за сутки давало более 190 тонн молока. В 2020 году надой молока увеличился до 265 тонн в сутки.
В районе расположены 9 сельскохозяйственных предприятий, из которых наиболее крупные — компания «Тукаевский» и сельскохозяйственные производственные кооперативы «Племенной завод имени Ленина», «Тан» и «Шахтёр». В 2012 году СХПК «Племенной завод имени Ленина» был награждён компанией Danone-Юнимилк за самое стабильное качество производимого молока и получил титул «Лучшее молочное хозяйство года». «Тукаевский» получил признание «За надежное партнерство», а «Ташчишма» как «Самый динамичный поставщик». Все сельхозпредприятия района являются племенными, а СХПК «Кушар» входит в Национальный союз селекционеров и семеноводов[1]. В 2016 году в районе было зарегистрировано 10 крестьянских (фермерских) хозяйств. По итогам 2017 года средняя заработная плата в сельскохозяйственной отрасли Республики Татарстан составила 18,9 тысяч рублей, сотрудники региональной компании «Шахтёр» получали 23,7 тысяч рублей, в 2019-м средняя з/п в с/х-отрасли по району была больше 26 тысяч рублей.
В первом полугодии 2020 года валовая продукция сельского хозяйства составила почти 1,5 млрд рублей, для сравнения — за весь 2013-й этот показатель составил почти 1,27 млрд. Промышленные предприятия сосредоточены в районном центре. Наиболее крупное — «Атняагрохим» — занимается добычей и продажей известняка, гипсового камня и мела. С января по сентябрь 2020 года промпредприятия отгрузили товаров на 87 млн рублей (в 2013 — почти на 76 млн).
В период с 2013 по 2020 год соотношение среднемесячной заработной платы к минимальному потребительскому бюджету выросло с 1,87 до 2,21 раз, а уровень безработицы с того года по 2020-й незначительно уменьшился — с 0,73 % до 0,52 % соответственно.

### Инвестиционный потенциал
По оценке Федеральной службы госстатистики республики, за 2019 год в Атнинский район было привлечено почти 650 млн рублей инвестиций (кроме бюджетных средств и доходов от субъектов малого предпринимательства), годом ранее — 887 млн. Согласно оценке Комитета Республики Татарстан по социально-экономическому мониторингу, инвестиции в основной капитал Атнинского района в январе-июне 2020 года составили 564 129 тысяч рублей, или 0,3 % от общего объёма инвестиций в республику. По направленности инвестиций в 2020 году лидирует развитие сельского хозяйства, охоты и рыбалки — почти 404 млн рублей суммарно.

### Транспорт
Районный центр расположен в 53 километрах от Казани, в 30 км к юго-востоку от железнодорожной станции Куркачи. По территории района проходят автодороги Высокая Гора — Большая Атня — Ключи-Сап, Большая Атня — Арск, Морки — Параньга.

## Социальная сфера
В Атнинском районе работает 5 средних и 7 основных школ, одна начальная школа-детский сад и 13 детских садов, а также три учреждения дополнительного образования. Функционирует одно учреждение среднего профессионального образования — Атнинский сельскохозяйственный техникум имени Габдуллы Тукая. Обучение и воспитание во всех учреждениях проводятся на татарском и русском языках.
Спортивных сооружений в районе 82 единицы, самое крупное из них — культурно-спортивный комплекс «Ашит». Сферу культуры представляют культурно-спортивный центр, 35 сельских Домов культуры, центральная районная библиотека, детская библиотека, краеведческий музей и музеи Шигабутдина Марджани и Сибгата Хакима. Одной из главных социокультурных достопримечательностей района является Атнинский государственный драматический театр имени Габдуллы Тукая в селе Большая Атня. Его основали в 1918 году, на 2020-й это единственный государственный театр, расположенный в сельской местности. Издаётся районная газета «Әтнә таңы» («Атнинская заря») на татарском языке.
На территории района расположен уникальный памятник татарского деревянного зодчества — усадьба купца Валиуллы Бакирова в селе Большой Менгер, возведённая в 1838 году. Здание охраняется государством и является памятником архитектуры местного значения (с 1991 года), а также объектом культурного наследия народов Российской Федерации (2017 год). Владелец особняка Валиулла Бакиров был крупным землевладельцем, миллионером и купцом первой гильдии. Особенностью архитектуры является характерная для татарского зодчества асимметрия правой и левой части дома, то есть разделение его на мужскую и женскую половины. Правая часть не имеет окон на первом этаже и занимает меньшую площадь. Комитет Татарстана по охране объектов культурного наследия в 2020 году разработал научно-проектную документацию по сохранению усадьбы Бакирова, а в 2021 году планирует рассмотреть финансовую часть реставрации.
В 2020 году в селе Нижняя Береске открыли двухэтажную каменную мечеть с минаретом на крыше, восстановленную по старым фотографиям. Изначально она была построена на средства купца и известного благотворителя Ибрагима Бурнаева в 1769 году и считалась первой каменной мечетью Заказанья. Это образец архитектуры в стиле петербургского барокко, объектом культурного наследия регионального значения. При ней функционировало медресе, во время перестройки тут был клуб, потом пытались разобрать.

## Известные уроженцы
- Арат, Рашид Рахмати — тюрколог, учёный-лингвист, профессор Стамбульского университета
- Ачалов, Владислав Алексеевич — советский военный и политический деятель
- Сафаров, Асгат Ахметович — российский государственный и политический деятель
- Тахавиев, Фарид Тахавиевич (1930—1999) — Герой Социалистического Труда
- Хаким, Сибгат Тазиевич — татарский поэт
- Шигабутдин Марджани (Шигабутдин бин Багаутдин аль-Казани аль-Марджани, тат. Шиһабетдин Мәрҗани; 1818—1889) — татарский богослов, философ, историк и просветитель[9][16]